# Paulo Lima
Paulo Fabián Lima Simoes (Montevideo, 20 gennaio 1992) è un calciatore uruguaiano, difensore dei Montevideo Wanderers.